# Nyalindung (Cisewu)
Nyalindung is een bestuurslaag in het regentschap Garut van de provincie West-Java, Indonesië. Nyalindung telt 3477 inwoners (volkstelling 2010).